# Acropora schmitti
Acropora schmitti är en korallart som beskrevs av Wells 1950. Acropora schmitti ingår i släktet Acropora och familjen Acroporidae. IUCN kategoriserar arten globalt som otillräckligt studerad. Inga underarter finns listade i Catalogue of Life.